# Astracme
Astracme is een geslacht van slangsterren uit de familie Gorgonocephalidae.

## Soorten
- Astracme mucronata (Lyman, 1869)